# Anton Grčar
Anton (Tone) Grčar, slovenski trobentar in pedagog, * 21. januar 1940, Ljubljana.
Od leta 1974 je pedagog na Akademiji za glasbo v Ljubljani. Za svoje umetniško delo je prejel številne nagrade, med drugimi dve nagradi Prešernovega sklada (1978; 1982 - kot član Slovenskega kvinteta trobil) in Župančičevo nagrado (1987).